# Лесконоженко Микола Гаврилович
Микола Гаврилович Лесконоженко (6 травня 1919 — 2 листопада 1941) — лейтенант Червоної Армії, учасник Великої Вітчизняної війни, Герой Радянського Союзу (1941 рік).

## Біографія
Микола Лесконоженко народився 6 травня 1919 року в селі Новоданилівка (нині — Якимівський район Запорізької області). Після закінчення семи класів школи та школи фабрично-заводського учнівства працював слюсарем у паровозному депо у Мелітополі. Паралельно з роботою займався в аероклубі. 1938 року Лесконоженко був призваний на службу до Червоної Армії. 1939 року він закінчив Качинську військову авіаційну школу льотчиків. Брав участь у боях радянсько-фінської війни.
З червня 1941 — на фронтах Німецько-Радянської війни, був льотчиком 513-го винищувального авіаполку ВПС 52-ї окремої армії. 2 листопада 1941 року в районі Малої Вішери Лесконоженко на чолі ланки винищувачів ЛаГГ-3 з відомими Клочком та М. Зуєвим брав участь у штурмуванні ворожої переправи та прикритті дій наземних сил. На шляху до місця завдання він зіткнувся з шістьма німецькими бомбардувальниками Ю-88, що супроводжувалися шістьма Ме-109. У першій атаці ланка збила два бомбардувальники. Витративши всі боєприпаси, Лесконоженко гвинтом свого винищувача підрубав хвіст ще одному бомбардувальнику, внаслідок чого той звалився на землю. Виходячи з атаки з погнутим гвинтом, Лесконоженко був атакований трьома «Ме-109», і льотчик, користуючись перевагою у висоті, здійснив ще один таран, збивши одного з переслідувачів. На виході з атаки льотчика було поранено в голову і плече. Він зумів вистрибнути з парашутом і приземлився біля командного пункту армії, після чого був відправлений до шпиталю, де помер того ж дня.
Указом Президії Верховної Ради СРСР від 27 грудня 1941 року був посмертно нагороджений званням Героя Радянського Союзу за «зразкове виконання бойових завдань командування на фронті боротьби з німецькими загарбниками і виявлені при цьому відвагу і геройство». Також посмертно був нагороджений орденом Леніна.
Похований у селі Кам'янка Маловишерского района Новгородської області.

## Пам'ять
На честь Лесконоженка названо вулиці в Малій Вішері та Мелітополі.